# Йозеф Бойс
Йозеф Бойс (нім. Joseph Beuys; 12 травня 1921, Крефельд, Німеччина — 23 січня 1986, Дюссельдорф, Німеччина) — впливовий німецький художник, скульптор, теоретик та викладач мистецтва. За час життя художника він став культовою фігурою в сучасному мистецтві. Його роботи були представлені на виставці сучасного мистецтва documenta (1964 та 1972 рр.) та Венеційському бієнале (1976 р.).

## Життєпис
Бойс народився в родині торговців. У дитинстві хлопець цікавився природничими науками та міфологією, малював та брав уроки гри на піаніно та віолончелі. В 1936 р. він став членом Гітлер'югенд. У 1941 р. Бойс закінчив середню школу та пішов добровольцем до Люфтваффе. В 1942 р. Бойс знаходився в Криму. В 1943 р. його літак було збито. Бойс заявляв, що його життя врятували кримські татари, замотуючи його тіло у повсть, змащений салом. Хоча цей факт не було підтвержено, Бойс часто використовував його для мотивації використання повсті та сала як елементів своїх скульптур. Після перебування в британському полоні Бойс повернувся до своїх батьків в 1945 р.
В 1959 р. Бойс одружився з Евою Вурмбах.
В 1947–1951 рр. Бойс навчався у Дюссельдорфській художній академії. В 1961 р. він став професором монументальної скульптури в цьому закладі, але його було звільнено у 1972 р. за участь у протестах неприйнятих до академії абітурієнтів.
В 1979 р. відбулася велика ретроспективна виставка робіт художника в Музеї сучасного мистецтва Соломона Гугенгайма в Нью-Йорку.
Бойс брав участь у політичному житті Німеччини, балотуючись у Бундестаг від партії зелених у 1983 р., але не був обраний. Він також був засновником Німецької партії студентів. Художник виступав з пацифістськими поглядами, був противником поширення ядерної зброї.
Бойс помер в 1986 р. після довгої хвороби.

## Творчість

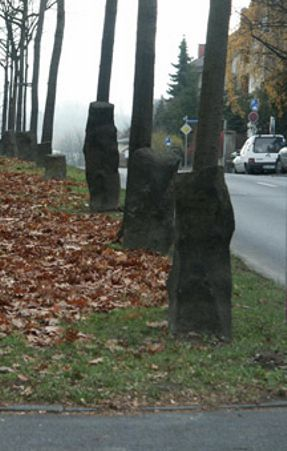
Акція Бойса 7000 дубів.

Бойс працював в різних жанрах візуального мистецтва від малюнків та скульптури до інсталяцій та перформансів. Деякий час Бойс був пов'язаний з мистецьким рухом флуксус, але повністю не розділяв його ідеї.
На роботи Бойса вплинули антропософські ідеї Рудольфа Штайнера.
Бойс ілюстрував роман Джеймса Джойса «Улісс» і вважав свої ілюстрації продовженням роману.
Бойс використовував для своїх скульптур незвичні матеріали як то фетр, повсть, сало, мед, базальт. Художник надавав матеріалам символічне значення. Наприклад, мед для нього символізував ідеальне суспільство братерства та тепла.
В 1965 р. Бойс здійснив свій відомий перформанс «Як пояснити картини мертвому зайцю», в якому митець з головою вкритою медом та золотим листком бурчав незрозумілі звуки та пояснення до розміщених на стінах картин у вухо мертвому зайцю. Пізніше у своїй кар'єрі митець створив ряд подібних ритуалістичних перформансів.
Бойс приділяв увагу також теоретичному обґрунтуванню свого мистецтва. Він є автором поняття соціальна скульптура, згідно з яким усе суспільство є твором мистецтва, до створення якого долучається кожна людина. В 1982 р. під час художньої виставки documenta Бойс був автором акції з висаджування 7000 дубів, супроводжуваних базальтовими каменями. Цей проєкт був прикладом соціальної скульптури, у створенні якої брали участь волонтери.

## Творчість Й.Бойса і сучасне мистецтво України

Український художник Анатоль Федірко у перформансі «Діти професора Й. Бойса». 2005

Зацікавленість творчістю Й. Бойса в Україні розпочалась у 1980-роках, спочатку в невеликих публікаціях, потім у книзі, виданій у 1988 році, яка в радянські часи, аби побачити світ, повинна була містити критичний відтінок щодо західного мистецтва, і називалась «Буржуазна масова культура: нові часи, старі проблеми». Проте вона зіграла свою інформативну роль і познайомила творчу молодь з новими течіями у мистецтві.
У художній практиці художників Нової української хвилі нерідко зустрічалися конотації до творів Й. Бойса.
Останнім часом теоретичні розробки Й. Бойса, в дискурсі сучасного українського мистецтва, перекладені українською мовою. Теоретик  стверджував, що будь-які проблеми людства  можна вирішувати як формотворчість, притаманну й мистецтву. Керуватися ним в усіх сферах діяльності —  означає бути художником. «Мистецтво — це капітал… Капітал — це людські здібності й те, що з них народжується». Постійно діюча креативність необхідна для того, щоб світ оновлювався, ставав кращим, «інакше сформується звичка надавати перевагу певним речам, а такі звички небезпечні», — говорив Бойс.